# Un padre per mio figlio
Un padre per mio figlio (Kuch Naa Kaho) è un film indiano, diretto da Rohan Sippy, e interpretato da Abhishek Bachchan, Aishwarya Rai e Arbaaz Khan. È uscito il 5 settembre 2003.

## Trama
Raj è uno scapolo incallito di origini indiane. Un giorno si trova costretto a partecipare alle nozze di sua cugina a Mumbai, dove suo zio insiste nel fargli conoscere giovani donne così che possa finalmente sistemarsi. Proprio per questo scopo, lo zio incarica la sua assistente, Namrata, di scortare l'uomo ad alcuni appuntamenti nella speranza di fargli trovare una moglie (i due già si conoscono in quanto Raj le aveva precedentemente sottratto un posto aereo con una bugia). Inaspettatamente, nel corso di questi appuntamenti, Raj si innamora proprio di Namrata. Tuttavia, quando cerca di rivelargli i suoi sentimenti scopre che la donna ha un figlio di 7 anni, Aadi, e che è già sposata.
Raj è confuso dal corso degli eventi, tuttavia stringe un forte legame con il bambino. Scopre dallo zio che il marito di Namrata l'ha abbandonata poco prima della nascita di Aadi, e nonostante la donna sia tecnicamente sposata non si perde d'animo. Nel frattempo il rapporto tra Raj e Aadi cresce, poiché il bambino vede in lui il padre che non ha mai avuto. Presto però Namrata viene a conoscenza dei sentimenti dell'uomo e lo allontana, credendo che non potranno mai stare insieme. Raj non si arrende e segue la donna al collegio dove studia Aadi, avendo promesso al bambino di fingersi suo padre per impressionare i compagni di scuola. Sulla strada del ritorno, Raj accusa Namrata di essere lei stessa colpevole della sua situazione familiare, e la donna arrabbiata gli rivela che il marito, un uomo legato più al denaro che alla famiglia, scappò con un'altra donna poco prima che lei partorisse. I due dopo la lite si chiariscono e si mettono insieme, con l'appoggio della famiglia di lui.
Raj vorrebbe far conoscere Namrata a sua madre, ma mentre la donna sta per uscire di casa suo marito Sanjeev si ripresenta a casa chiedendo di poter ricominciare da capo, dopo aver ammesso che la sua amante lo aveva imbrogliato al fine di rubargli tutti i soldi. Namrata, nonostante sia innamorata di Raj, non riesce a mandarlo via, e questo crea in lei molta confusione, nonché un distacco fra lei e Raj, che nel frattempo conosce Sanjeev senza sapere inizialmente chi sia e lo invita al matrimonio della cugina. Alla festa partecipa anche Aadi, che, dopo aver scoperto l'identità di Sanjeev, lo rifiuta in quanto talmente affezionato a Raj da chiamarlo "papà". Raj convince il bambino a dare una possibilità al padre, ma qui Sanjeev, che ha scoperto solo ora il rapporto fra l'uomo e Namrata, si rivela per quello che è sempre stato: un uomo freddo e insensibile, tanto da insultare Raj e la sua famiglia. Namrata finalmente trova il coraggio di ribellarsi e sbattere in faccia al marito tutto il dolore che le ha causato, dichiarando di voler cominciare una nuova vita con Raj, di cui è innamorata. Sanjeev capisce i suoi errori e decide di andarsene. Raj e Namrata finalmente si sposano, costruendo una famiglia con Aadi, e in seguito avranno un altro figlio.